# Дэн Сяопин
Дэн Сяопи́н (кит. трад. 鄧小平, упр. 邓小平, пиньинь Dèng Xiǎopíng, при рождении Дэн Сяньшэн (кит. трад. 鄧先聖, упр. 邓先圣, пиньинь Dèng Xiānshèng); 22 августа 1904, Гуанъань, провинция Сычуань, Империя Цин — 19 февраля 1997, Пекин, Китай) — китайский государственный, политический и партийный деятель. Председатель Центрального военного совета (1983—1990), председатель ВКНПК совета Китая (1978—1983). Стал инициатором экономических реформ в Китае и сделал страну частью мирового рынка. Никогда не занимал пост руководителя страны, но был фактическим руководителем Китая с конца 1970-х до начала 1990-х годов.
Представитель политиков старшего китайского поколения, являлся членом «восьмёрки бессмертных», в которую входили наиболее авторитетные ветераны китайской революции. Унаследовав потрёпанный и фактически находившийся в состоянии необъявленной гражданской войны Китай после «культурной революции», Дэн стал ядром второго поколения китайских руководителей. Министр финансов КНР (1953—1954).
Он стал автором нового мышления, разработал принцип «социализма с китайской спецификой».

## Биография

### Ранние годы
Дэн Сяопин родился 22 августа 1904 г. в деревне Пайфан Гуанъаньской области в провинции Сычуань в семье сельского интеллигента. Его отец — Дэн Вэньмин, осознавая значение образования, записал своего старшего сына в одну из лучших школ Чунцина на подготовительные курсы. В школе Дэн изменил имя и стал именовать себя Дэн Сисянь (кит. трад. 鄧希賢, упр. 邓希贤, пиньинь Dèng Xīxián).

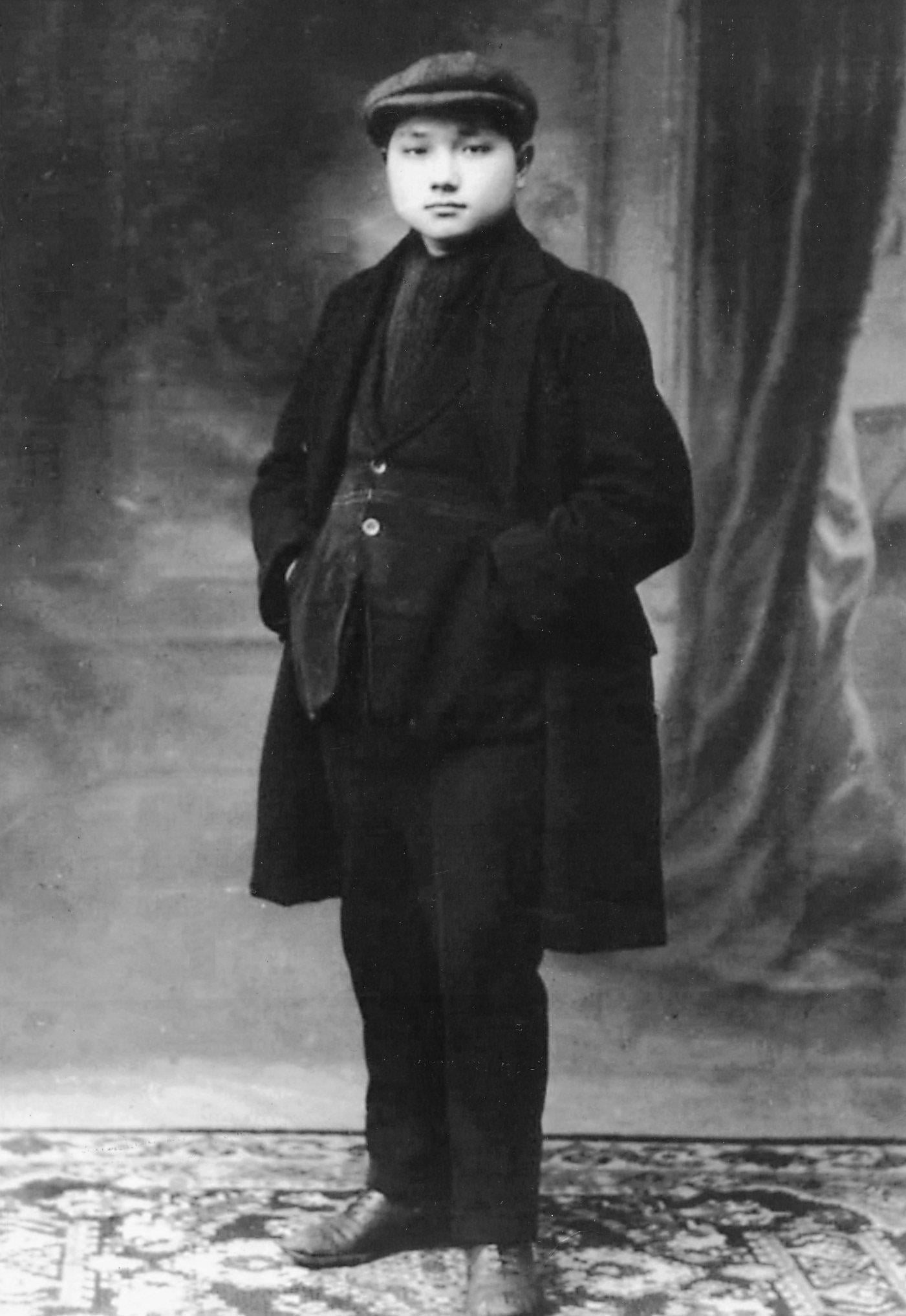
Дэн Сяопин во время учёбы во Франции

В 1919 году 15-летний Дэн вместе с другими 80 студентами уехал учиться во Францию (как и многие другие революционеры, такие как Хо Ши Мин, Чжоу Эньлай и Пол Пот). Он поступил на иностранное отделение Марсельского университета, учился на инженер-механика. Смог овладеть на высоком уровне французским языком.
Дэну в то время исполнилось всего 15 лет. Во Франции ему не хватало денег и большую часть времени, проведённого там, он подрабатывал, работая сначала на железных рудниках, затем на автозаводе «Рено», работал пожарным и официантом. Мать 18-летнего Дэн Сяопина умерла, когда тот был во Франции, отец неоднократно женился, но каждый раз неудачно.
Во Франции под влиянием своих старших товарищей Дэн проникся идеями марксизма и вёл пропагандистскую работу. В 1921 году он вступает в Коммунистический союз молодёжи Китая. Во второй половине 1923 года Дэн вступает в Коммунистическую партию Китая и становится одним из лидеров европейского отделения Коммунистического союза молодёжи Китая. В январе 1926 г. он срочно уехал из Франции. На следующий день полиция нагрянула в общежитие работавших на заводе «Рено» китайцев. Согласно докладу проводивших обыск сотрудников, в комнате, которую занимал 22-летний Дэн с двумя товарищами, обнаружили «много брошюр на китайском и французском языках, пропагандирующих коммунизм („Китайский рабочий“, „Завещание Сунь Ятсена“, „Азбука коммунизма“ Николая Бухарина и др.), китайские газеты, включая издающуюся в Москве…». Получила хождение версия о том, что якобы французская полиция завела на Дэна дело по обвинению в организации покушения на некоего Хо Лучи, лидера соперничающей китайской молодёжной организации во Франции. Но есть и версия о том, что его отозвало руководство компартии, чтобы направить на учёбу в СССР.
В 1926 году учился в Университете трудящихся Востока им. И. В. Сталина в Москве. В то время в СССР шла острая борьба вокруг НЭПа, и Дэн имел возможность познакомиться со взглядами русских большевиков и не в последнюю очередь — со взглядами Н. Бухарина на переходный период от капитализма к социализму.
В сентябре 1926 года возвращается на родину. Сяопин наряду с Мао Цзэдуном стал одним из основателей КНР осенью 1949 г.

### Политическая карьера

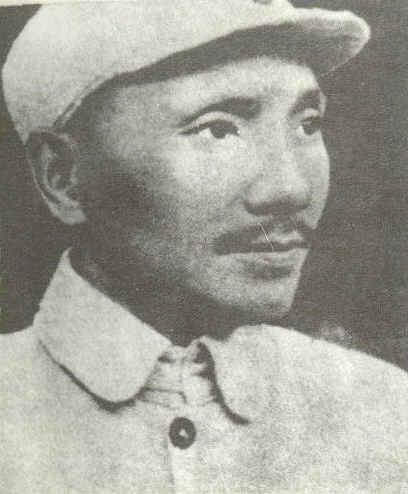
Дэн Сяопин в 1941 году

Вернувшись на родину, Дэн Сяопин становится подпольщиком. В 1928 году Дэн руководит восстанием против гоминьдановского правительства в Гуанси. Восстание вскоре захлебнулось, и Дэн перебирается в Советскую республику в Цзянси. В эти годы Дэн находится в гуще событий, приобретает опыт политработника, военного дипломата. В гражданскую войну молодой Дэн участвует в Великом походе, в декабре 1934 он вновь назначается заведующим Секретариатом ЦК КПК.
Во время работы политкомиссаром Дэн организует несколько успешных военных операций в Японо-китайской войне и в борьбе против Гоминьдана. В ноябре 1947 года Дэн руководит наступлением на силы Гоминьдана в провинции Сычуань, где обосновался сам Чан Кайши. 1 декабря этого же года был взят Чунцин. До этого, в середине ноября, Чан Кайши перенёс свой штаб из Чунцина в Чэнду. Но и этот последний оплот Гоминьдана в Китае был взят войсками коммунистов 10 декабря 1948 года, и в этот же день Чан Кайши бежит на Тайвань.

#### От образования КНР до «культурной революции»
После образования КНР в 1949 году Дэн направляется для работы в юго-западные районы страны, где он занимает пост первого секретаря партийного комитета.
Поддерживает политику Мао Цзэдуна и назначается на ряд важных постов в новом правительстве. В июле 1952 Мао переводит Дэна в Пекин заместителем премьера Государственного административного совета.
Летом 1953 Дэн назначается первым заместителем председателя Финансово-экономического комитета и министром финансов КНР.
В апреле 1954 назначается заведующим Секретариатом и орготделом ЦК КПК. В сентябре утверждается заместителем премьера Госсовета. В апреле 1955 избирается членом Политбюро ЦК КПК.
В сентябре 1956 на первом после VIII съезда пленуме ЦК избирается членом Политбюро, Постоянного комитета Политбюро и генеральным секретарём ЦК КПК.
В феврале — сентябре 1957 по поручению Мао проводит «чистку партии» и общекитайскую кампанию «Пусть расцветают сто цветов», после чего возглавляет репрессивную кампанию против интеллигенции.
Сближается с Лю Шаоци. После неудачи политики «Большого скачка» Дэн Сяопин и Лю Шаоци усиливают свои позиции в КПК. Вместе они приступают к экономическим реформам, целью которых было исправление ошибок политики «Большого скачка», и тем самым зарабатывают влияние в партии и популярность у населения. Дэн и Лю ведут более гибкую и умеренную политику в отличие от радикализма Мао.
В 1961 году на конференции в Гуанчжоу прозвучало, пожалуй, его самое знаменитое высказывание:
Не важно, чёрная кошка или белая кошка, если она может ловить мышей — это хорошая кошка.

#### В опале
В 1966 году началась «культурная революция», в ходе которой Дэн оказывается в опале, его снимают со всех постов.
В августе 1966 ликвидируется пост Генерального секретаря ЦК КПК, который занимал Дэн. 1 апреля 1967 «Жэньминь жибао» и «Хунци» публикуют статью, в которой Дэн впервые в открытой печати назван «вторым [после Лю Шаоци] самым крупным лицом в партии, находящимся у власти и идущим по капиталистическому пути». 29 июля 1967 цзаофани вытаскивают Дэна и его жену на митинг, во время которого их унижают и бьют, после чего заключают под домашний арест.
Хунвейбины схватили его сына, Дэн Пуфана, которого они сначала пытали, а потом сбросили из окна 3-го этажа, в результате чего он стал инвалидом.
22 октября 1969 Дэна с женой и мачехой перевозят из Пекина в Наньчан и помещают под домашний арест в бывшем пехотном училище, превращённом в так называемую «школу 7 мая», и направляют простым рабочим на тракторный завод. В это время Дэн начинает много писать. Но всё же Дэну повезло больше, чем Лю Шаоци, который предстаёт перед судом, а затем погибает в тюрьме.
У нас в партии всегда были люди, которые, не  делая ничего, умудрялись совершать ошибки, а Дэн Сяо-пин занимался делами и допускал ошибки; однако он очень хорошо провёл самокритический   анализ   в   период, когда имел возможность подумать о совершенных им поступках, и это доказывает, что у него было достаточно смелости как для того, чтобы делать ошибки, так и для того, чтобы признать и исправить их…
По-моему, внешне он мягок, как хлопок, а по своей натуре острый, как игла. Внешне он — воплощение доброты ко всем, а по сути дела человек твёрдый и принципиальный.

#### Возвращение к власти. Новая опала
Заболевший раком премьер Чжоу Эньлай избирает Дэна в качестве своего преемника и убеждает Мао вернуть Дэна в политику. В марте 1973 года Дэн становится вице-премьером в правительстве Чжоу Эньлая, на X съезде КПК избирается членом ЦК, в декабре по предложению Мао Цзэдуна вводится в состав Политбюро ЦК КПК.
В апреле 1974 Дэн выступает на сессии Генеральной Ассамблеи ООН в Нью-Йорке с изложением теории Мао Цзэдуна о «трёх мирах», после чего ведет переговоры с Г. Киссинджером. В октябре Мао назначает Дэна заместителем председателя Военного совета ЦК КПК и начальником Генерального штаба НОАК.
В январе 1975 по предложению Мао Цзэдуна пленум ЦК КПК избирает Дэн Сяопина одним из заместителей Председателя ЦК КПК и членом Постоянного комитета Политбюро. После этого сессия ВСНП утверждает Дэна первым заместителем премьера. Дэн фокусирует внимание на восстановлении экономики страны.
Но всё же Дэн соблюдает осторожность, так как в действительности «культурная революция» ещё не была завершена и «Банда четырёх», возглавляемая женой Мао Цзян Цин, вела активную борьбу за власть в партии. «Банда четырёх» видела в Дэне главную угрозу их власти. Мао Цзэдун тоже подозревал, что Дэн может поставить под сомнение «полезные» итоги «культурной революции», и всячески противодействовал ему, так как Мао считал «Культурную революцию» своей главной политической инициативой. В конце 1975 года Дэна заставляют выступать с публичной самокритикой, в ходе которой он был вынужден признать свои «ошибки». Вскоре противостояние Дэна и «Банды четырёх» перерастает в открытую вражду. Мао Цзэдун отказывается принять самокритику Дэна и предлагает ЦК «публично обсудить ошибки Дэн Сяопина».
В январе 1976 года умирает Чжоу Эньлай. Чжоу играл очень важную роль в политической карьере Дэна, и его смерть лишила Дэна поддержки в ЦК. После похорон «Банда четырёх», с разрешения Мао, начала кампанию под названием «Критикуй Дэна и борись с правыми». Хуа Гофэн становится преемником Чжоу Эньлая. 2 февраля этого же года ЦК принимает срочную директиву, по которой Дэн переводится на работу в сфере внешних связей, что на практике означало, что Дэна удаляют из аппарата партии. Последующие месяцы Дэн проводит дома, ожидая решения своей судьбы. 3 марта Мао издаёт директиву, подтверждающую легитимность «культурной революции», в которой особо отмечается, что Дэн Сяопин является внутренней проблемой страны. Эта директива была подхвачена ЦК и всеми провинциальными партийными комитетами, которые вслед за Мао начали кампанию по критике Дэна.
Политическая жизнь Дэна оживляется в дни проведения Праздника поминовения усопших, в ходе которого народ оплакивает Чжоу Эньлая. Народный траур перерастает в инцидент на площади Тяньаньмэнь 1976 года, который расценивается «Бандой четырёх» как контрреволюционная провокация. Члены банды подозревают Дэн Сяопина в организации этого инцидента, и Мао снимает его со всех постов, но оставляет членом партии. 7 апреля Дэн помещается под арест и на следующее утро в газете «Жэньминь жибао» выходит статья об инциденте на площади Тяньаньмэнь, где Дэн объявляется контрреволюционным элементом.

### Реабилитация
В сентябре 1976 умирает Мао. Министр обороны Е Цзяньин, сыгравший в октябре ключевую роль в аресте «Банды четырёх», и другие ветераны КПК стали требовать от нового председателя партии Хуа Гофэна политической реабилитации Дэна.
В июле 1977 пленум ЦК КПК восстанавливает Дэна в должностях члена ЦК, Политбюро и Постоянного комитета, заместителя Председателя ЦК и Военного совета, заместителя премьера Госсовета и начальника Генерального штаба НОАК. На состоявшемся в августе XI съезде КПК он рассматривался как третий по значению лидер в партии и государстве после Хуа Гофэна и Е Цзяньина.
В 1977 году Дэн заявляет о необходимости исправления ошибок, допущенных в ходе Культурной революции. В декабре 1977 Дэн и его союзник Е Цзяньин добились назначения на пост заведующего организационным отделом ЦК Ху Яобана, начавшего реабилитацию жертв «культурной революции», а затем и кампании против правых элементов 1957 года.

### Становления как лидера КНР и начало реформ
В ноябре — декабре 1978 на рабочем совещании ЦК КПК сторонники Дэна одерживают победу над группой Хуа Гофэна, Дэн Сяопин становится фактическим лидером Китая.
С ноября 1978 года начинается короткий период политической либерализации, получивший название «Пекинская весна». В ходе «Пекинской весны» была разрешена открытая критика «культурной революции». Дэн постепенно стал избавляться от своих оппонентов. Поощряя публичную критику «культурной революции», он ослабляет позиции тех людей, которые добились своего положения во время «культурной революции», и в то же время усиливает позиции тех, кто, как и он, пострадал в её ходе. Популярность Дэна в глазах народа растёт с каждым днем.
Дэн был активным сторонником военной операции против Вьетнама, осуществлял её планирование (он оставался на посту начальника генштаба до марта 1980) и посетил ряд стран, чтобы организовать её дипломатическую поддержку. В результате войны он укрепил свой личный контроль над армией.
Постепенно, мобилизуя вокруг себя своих единомышленников, Дэн в 1980 году сместил Хуа Гофэна с поста премьера, заменив его Чжао Цзыяном. В 1981 году Хуа Гофэн был заменён на посту председателя ЦК КПК Ху Яобаном. Дэн Сяопин, ставший председателем Центрального военного совета ЦК КПК, остался самым влиятельным человеком в партии и в отличие от методов старой власти позволил Хуа Гофэну остаться в ЦК.
Возвышение Дэна означало, что исторические и идеологические вопросы вокруг личности Мао могли открыто обсуждаться и задаваться. Дэн хотел начать глубокие реформы. В 1982 году ЦК КПК издаёт документ под названием «О некоторых исторических вопросах со времён образования КНР». Мао был объявлен «великим марксистом, пролетарским революционером, военачальником и генералом» и бесспорным основателем государства и НОАК. Дэн заявил, что «он был плохим на 3/10, но хорошим на 7/10». Документ также возложил всю вину и ответственность за «культурную революцию» на контрреволюционные силы «Банды четырёх» и Линь Бяо.

#### Китай открывается миру

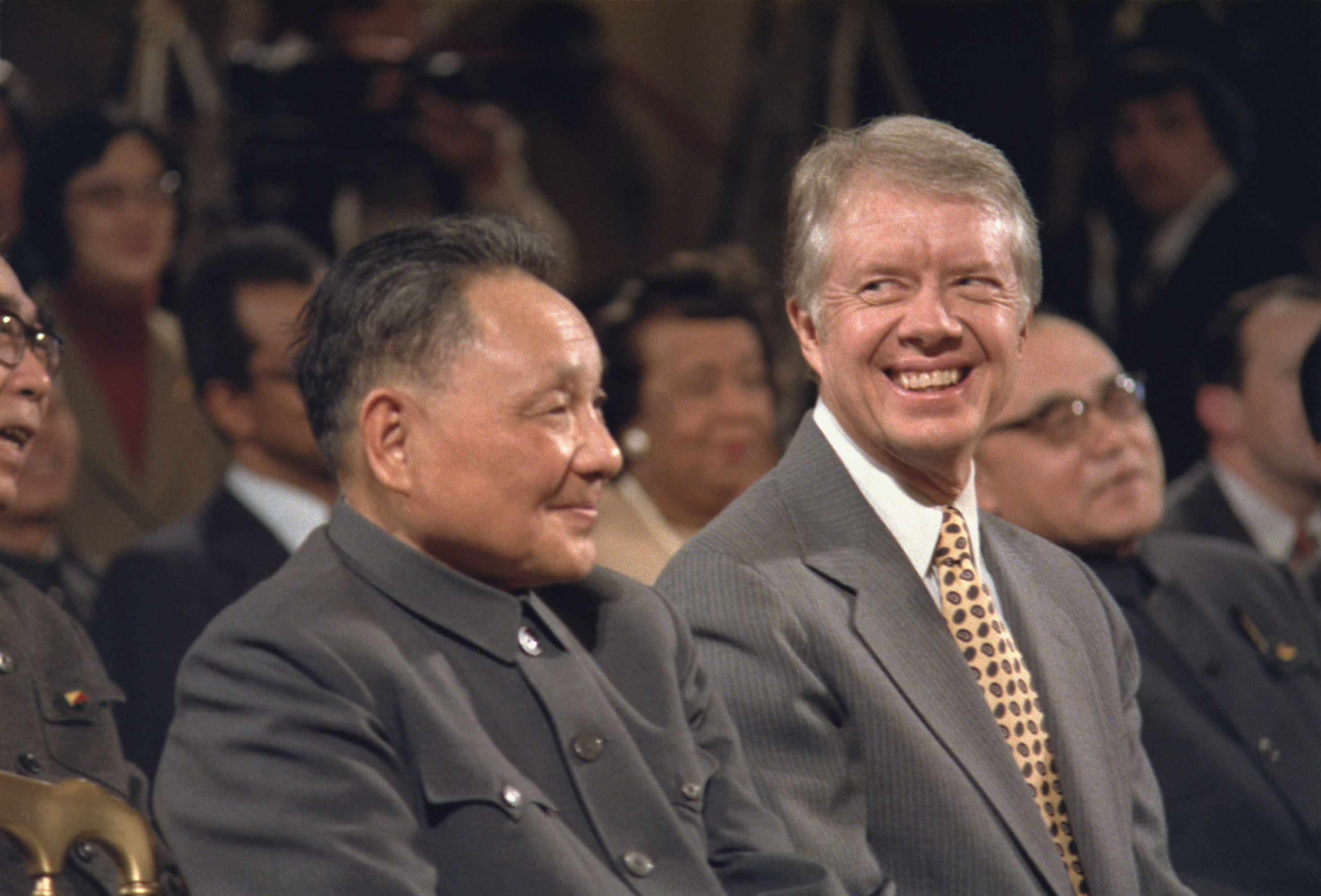
Дэн Сяопин встречается с Джимми Картером

Благодаря Дэну отношения Китая с Западом значительно улучшились. Дэн много выезжает за рубеж и имеет несколько дружеских встреч с западными лидерами. В январе—феврале 1979 году Дэн посетил США, где встречался в Белом доме с президентом Джимми Картером и проинформировал его о запланированной военной операции против Вьетнама. Незадолго до этой встречи США прекратили дипломатические контакты с Китайской Республикой на Тайване и установили дипломатические отношения с КНР.
Во время визита в США Дэн Сяопин провел 5 бесед по вопросам развития китайско-американских отношений и другим темам с президентом и другими руководителями США. Стороны заключили договор о научно-техническом сотрудничестве, и договор о сотрудничестве в области культуры. Были достигнуты договоренности о сотрудничестве в сферах образования, торговли, космоса. Стороны также договорились о создании консульских отношений и учреждении генконсульств. Также Дэн Сяопин тайно посетил штаб-квартиру ЦРУ, чтобы обсудить открытие американской станции слежения за СССР в западной части КНР (станция в Синьцзяне потребовалась США для наблюдения за пусками советских ракет в Средней Азии взамен потерянной станции в Иране).
Японо-китайские отношения тоже значительно улучшились. Дэн ставил в пример Японию как страну с быстро развивающейся экономической мощью, чей опыт мог бы послужить уроком для Китая в свете будущих экономических преобразований.
Другим достижением стало подписание соглашения между Великобританией и КНР от 19 декабря 1984 года, по которому Гонконг был возвращён Китаю в 1997 году. Дэн согласился на протяжении 50 лет не менять сложившуюся за 99 лет британского владычества политическую и экономическую систему Гонконга. Аналогичное соглашение было подписано с Португалией, по которому последняя обязывалась вернуть Китаю Макао. Дэн объявил принцип «Одна страна — две системы», который был взят на вооружение КНР в их переговорах с Тайванем о воссоединении.
Дэн ничего не сделал, чтобы улучшить отношения с СССР, испортившиеся со времён советско-китайского раскола. Китай продолжал проводить прежнюю политику в отношении СССР, обвиняя его в гегемонизме. В 1987 году в СССР вышел сборник избранных речей Дэн Сяопина. 
В сентябре 1978 года Дэн посетил Северную Корею. Целью было сообщить руководству Северной Кореи, что Китай планирует улучшить свои отношения с Японией и Соединёнными Штатами. Опасаясь, что Северная Корея может использовать эти планы как возможность сблизиться с Советским Союзом, Китай отправил Ким Ир Сену крупную делегацию высокого уровня на 30-ю годовщину основания КНДР 10 сентября 1978 года, тем самым подольстив ему. Дэн несколько раз встречался с Кимом, объяснил потребности Китая в модернизации и заставил Северную Корею поддерживать хорошие рабочие отношения с Китаем. Позже Ким даже защитил планы Китая открыться Западу от критики со стороны стран Восточной Европы.

#### Экономические преобразования
Улучшая отношения с внешним миром, Дэн ставил первоочередным приоритетом проведение экономических реформ в Китае. Социальная, политическая и экономическая системы внутри страны подверглись серьёзным изменениям во время правления Дэна. Премьер Чжоу Эньлай первым высказался за приоритет принципа «четырёх модернизаций» (модернизации оборонной промышленности, сельского хозяйства, науки и промышленного производства). Дэн объявил принцип «четырёх модернизаций» основой всех реформ. В качестве приоритетной была выбрана стратегия «социалистической рыночной экономики». Дэн утверждает, что Китай находится на первой ступени развития социализма, что долгом партии является развитие «социализма с китайской спецификой». Идеологические принципы стали играть минимальную роль в экономике, что со временем доказало свою эффективность. В марте 1992 года Дэн Сяопин заявил на заседании Политбюро ЦК КПК:
Не стоит сковывать себя идеологическими и практическими абстрактными спорами о том, какое имя это всё носит — социализм или капитализм.
Дэн Сяопин первым выдвинул строительство среднезажиточного общества Сяокан. 6 декабря 1979 года во время встречи с премьер-министром Японии Масаёси Охира Дэн Сяопин отметил, что Китай должен строить среднезажиточное общество, чтобы достичь современной модернизации страны. Эксперты Китая объяснили, что среднезажиточное общество и китайская модернизация — это новые понятия. А среднезажиточное общество — это этап развития между разрешением проблемы питания и одежды для населения и полной зажиточностью.

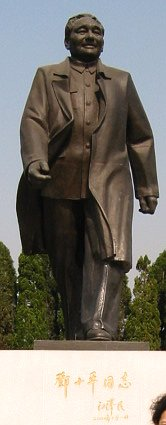
Памятник Дэн Сяопину в Шэньчжэне

Многие реформы были разработаны и реализованы провинциальными руководителями, иногда без согласия центрального правительства. Если реформы удавались, то они применялись на более обширных территориях, перерастая в реформы общегосударственного масштаба. Это было совершенно не похоже на перестройку в СССР, где почти все преобразования проводились указанием сверху. В Китае же напротив, реформы были инициированы снизу и подхвачены верхами.
В сельском хозяйстве большинство «народных коммун» были распущены, а крестьянство в основном перешло на семейный подряд. На втором этапе реформы (1984—1992) происходил демонтаж плановой системы и переход к рыночной экономике.
Дэн также стал инициатором создания особых экономических зон в Китае, благодаря которым в страну привлекаются иностранные компании и инвестиции.
Многие реформы были проведены под влиянием опыта так называемых «азиатских экономических тигров».

#### Роль Дэна в событиях на площади Тяньаньмэнь в 1989 году
Протесты на площади Тяньаньмэнь начались в середине апреля 1989 года сразу же после визита Михаила Горбачёва в Китай и смерти Ху Яобана. Ху рассматривался всеми как политик либеральных взглядов и был вынужден отказаться от либерализма под давлением Дэна. 20 мая 1989 года правительство объявило военное положение, но протесты продолжились. После дискуссий в руководстве страны было решено разрешить кризис с помощью армии. Солдаты и танки из 27-й и 28-й армий НОАК были введены в Пекин для взятия города под контроль войск. На улицах Пекина начались столкновения между армией и студентами пекинских вузов, что повлекло за собой жертвы с обеих сторон.
Во время событий на площади Тяньаньмэнь Дэн Сяопин был в числе самых критикуемых лидеров КПК — участники событий били маленькие бутылки на площади (имя «Сяопин» в китайском языке по звучанию схоже со словосочетанием «маленькая бутылка»). Он же и был среди инициаторов подавления этого выступления. В итоге волнения были подавлены со всей жестокостью (по разным источникам насчитывают от 400 до 2600 убитых и 7000-10000 раненых). Вслед за этим власти начали аресты активистов, была объявлена цензура на ТВ и в газетах, запрещён доступ к иностранной прессе. Жестокое подавление волнений вызвало волну иностранной критики в адрес руководства КНР. Иностранная пресса обвиняла в событиях главным образом Дэна и Ли Пэна. Критики обвинили Дэна в удушении любых политических свобод. Студенты, которые приняли участие в протестах, были казнены или брошены за решётку.
Вмешательство Дэна в события на площади Тяньаньмэнь доказало, что Дэн ещё обладает властью в стране. Дэн продолжил преследование активистов студенческих волнений с целью предупреждения подобного рода инцидентов и стабилизации социальной ситуации в стране.
По мнению Ю. Галеновича: «В Китае в 1989 году Дэн Сяопин испугался того, что в одну ночь могли исчезнуть КНР и КПК. Для того чтобы их сохранить, он применил против своего народа бронетехнику и вооружённых солдат, защищавших его у власти, сохранявших власть его лично и его сторонников в Китае, власть номенклатуры КПК».

### После отставки
Официально Дэн решает отказаться от всех постов после отставки с поста председателя Центрального военного совета в 1989 году. В 1992 году Дэн навсегда исчезает с политической сцены. Но Китай по-прежнему переживал «эру Дэн Сяопина». После ухода Дэн продолжает оставаться духовным лидером Китая, оказывая решающее влияние на его внутреннюю и внешнюю политику. Дэна называли «главным архитектором китайских экономических реформ и социалистической модернизации». Он подал хороший пример другим политикам старшего поколения, как надо достойно уходить на покой. Он разрушил практику, когда лидеры занимали руководящие посты до самой смерти. Его часто называли просто «товарищ Дэн» без каких-либо титулов.
Из-за событий на площади Тяньаньмэнь 1989 года власть и влияние Дэна ослабли, и на передний план выдвинулась фракция политиков, противящихся реформам Дэна. Чтобы окончательно утвердить свои экономические идеи в качестве приоритетных, Дэн в январе — феврале 1992 года осуществил своё знаменитое южное турне, посетив Гуанчжоу, Шэньчжэнь, Чжухай и встретив китайский Новый год в Шанхае. Во время поездки Дэн много выступал и завоевал поддержку народа. Он указывал на важность экономических преобразований в Китае и критиковал тех, кто противился политике открытости и экономическим реформам.
Вначале турне Дэна игнорировалось китайской прессой, которая была под контролем политических оппонентов Дэна. Генеральный секретарь ЦК КПК Цзян Цзэминь выразил незначительную поддержку. В этой обстановке Дэн под псевдонимом Хуан Фупин пишет несколько статей в поддержку экономических реформ и печатает их в шанхайской газете «Цзефан жибао» (кит. 解放日报). О поездке узнают массы и выказывают ему поддержку. Цзян Цзэминь открыто поддерживает Дэна и, наконец, через несколько месяцев после окончания турне, о нём печатают в центральных китайских изданиях. Эксперты считают, что преданность Цзян Цзэминя политике Дэна укрепила позиции Цзяна, и он становится преемником Дэна. С другой стороны, южное турне позволило единомышленникам Дэна добиться высоких постов и направило Китай по пути экономических преобразований. К тому же, его поездка показала, что Дэн всё ещё является ключевой фигурой в китайской политике. Дэн Сяопин путём интриг добился отстранения от власти двух генеральных секретарей ЦК КПК подряд — Ху Яобана и Чжао Цзыяна.
В результате проведения реформ прибрежные районы Китая добились беспрецедентных экономических успехов. Дэн полагал, что некоторые регионы страны должны разбогатеть раньше других, и развитие именно прибрежных районов окажет прямое воздействие на развитие внутренних районов страны. На практике эта теория столкнулась с противодействием руководителей прибрежных регионов, не желающих делиться с отсталыми районами. Разрыв между богатыми восточными районами страны и бедными западными становится всё более очевидным.

### Смерть Дэн Сяопина
Дэн Сяопин скончался 19 февраля 1997 года на 93 году жизни. Официальная причина смерти — лёгочная инфекция на фоне болезни Паркинсона. По завещанию, его тело было кремировано, прах развеян над морем. Он был официально провозглашён «великим марксистом, великим пролетарским революционером, государственным деятелем, военачальником и дипломатом; одним из главных руководителей Коммунистической партии Китая, Народно-освободительной армии Китая и Китайской Народной Республики; великим архитектором китайских экономических реформ и социалистической модернизации».
В августе 2004 года в КНР широко отметили столетие со дня его рождения.

## Личная жизнь

### Семья
Дэн Сяопин был женат 3 раза.
- Первая жена Чжан Сиюань (кит. 张锡瑗) училась с ним вместе в Москве, в Университете имени Сунь Ятсена. Она умерла в возрасте 24 лет спустя несколько дней после рождения их дочери, которая вскоре тоже умерла.

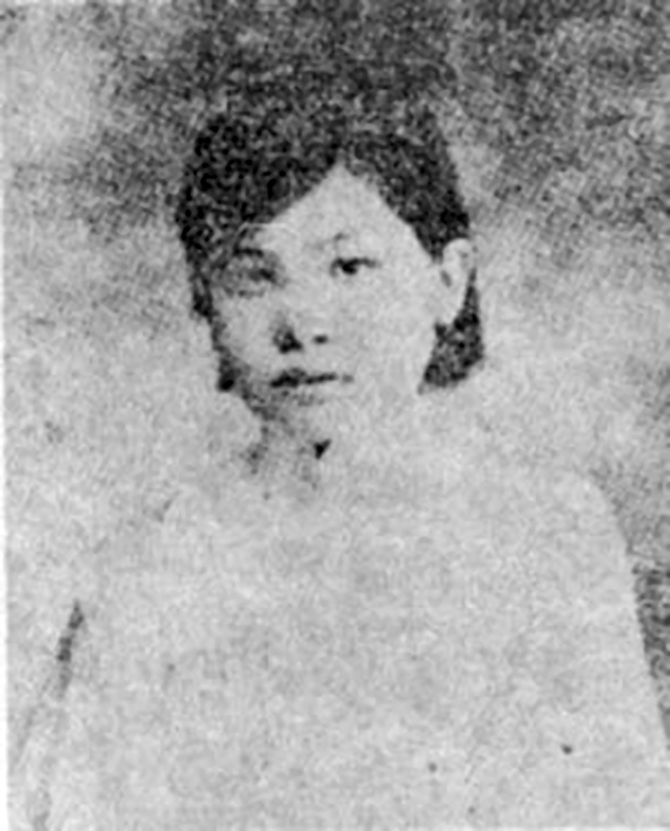
Цзинь Вэйин, вторая жена, позднее вышла замуж за Ли Вэйханя.

- Вторая жена (c 1931) — Цзинь Вэйин (кит. 金维映, ранее Цзинь Айцин (при рождении), Цзинь Чжичэн (партийное имя)), коммунистка с 1926 года, бросила Дэна Сяопина в 1933 году после его партийной проработки и покаяния. Вскоре вышла замуж за зав. орготделом Центрального бюро КПК Ли Вэйханя. С 1938 на партийной учёбе в Москве, затем в секретной Китайской партийной школе в Кучине, в начале 1940 начали проявляться признаки умопомешательства, погибла, по-видимому, при эвакуации психиатрической больницы на станции Столбовая под Подольском в 1941 году[19].
- Третья жена — Чжо Линь[англ.] (кит. 卓琳, псевдоним на курсах отдела безопасности, урождённая Пу Цюнъин[20], дочь промышленника из провинции Юньнань. Она стала членом КПК в 1938 году и на следующий год вышла замуж за Дэна. Свадьбу праздновали перед одной из лёссовых пещер Яньаня. На самых почётных местах сидели Мао Цзэдун и Лю Шаоци. Все дети Дэна были рождены в браке с Чжо Линь.
  - Старшая дочь — Дэн Линь, родилась в 1941 году, искусствовед.
  - Старший сын — Дэн Пуфан, родился в 1944 году. Во время «культурной революции» был студентом пятого курса университета, схвачен хунвейбинами, подвергся пыткам и заключению, выброшен из окна 3-го этажа четырёхэтажного здания, стал инвалидом и посвятил всю жизнь борьбе за права людей с ограниченными возможностями в Китае, за что был удостоен нескольких международных наград. Является председателем Всекитайской федерации инвалидов.
  - Вторая дочь — Дэн Нань, родилась в 1947 году, работает заместителем министра науки и техники КНР.
  - Младшая дочь — Дэн Жун (Мао-мао), родилась в 1950 году, является автором книги «Мой отец — Дэн Сяопин».
  - Младший сын — Дэн Чжифан, родился в 1952 году, после окончания факультета естественных наук Пекинского университета работал в США профессором Рочестерского университета.

### Увлечения
Дэн Сяопин очень хорошо играл в бридж, хотя никогда не играл на деньги, до конца жизни сохранял за собой пост почётного председателя Всекитайской федерации спортивного бриджа. Любил футбол, редко пропускал телетрансляции матчей. Курил сигареты китайской марки «Панда» (кит. упр. 熊猫, пиньинь Xióngmāo) — этим фактом объяснялась дороговизна этой марки сигарет.
В родной деревне Дэн Сяопина находится его родовое имение.

## В культуре
- Дэн Сяопину посвящена популярная песня «История весны».
- Дэн Сяопин присутствует в качестве персонажа в игре «China: Mao’s Legacy» (2019). Он может как возглавить Китай, так и стать жертвой внутрипартийной борьбы, уступив «Банде четырёх» или Хуа Гофэну.

## Сочинения
- Великое сплочение китайского народа и великое сплочение народов мира. Газета «Правда», 1959 год, 1 октября
- Выступления и высказывания Дэн Сяопина. — М.: Прогресс, 1979. — 285 с. — (Рассылается по специальному списку). Архивировано 4 декабря 2021 года.
- Дэн Сяопин. Основные вопросы современного Китая. — М.: Политиздат, 1988. — 256 с. — ISBN 5-250-00095-9.
- Дэн Сяопин. О строительстве специфически китайского социализма. — Пекин: Издательство литературы на иностранных языках, 1985. — 100 с. Архивировано 15 сентября 2021 года.
- Дэн Сяопин. Избранное. — Пекин: Издательство литературы на иностранных языках, 1995. Архивировано 15 сентября 2021 года.

### Комментарии
1. ↑  По мнению наблюдателей, с этого поста Дэн Сяопин продолжал руководить Китаем[21]